# Залуче (ґміна)
Гміна Залуче — колишня (1934–1939 рр.) сільська ґміна Снятинського повіту Станіславського воєводства Польщі Центром ґміни було село Залуччя.
1 серпня 1934 року в Снятинському повіті Станіславівського воєводства було створено ґміну Залуче з центром в с. Микулинці. В склад ґміни входили такі сільські громади: Драгасимів, Княже, Залуччя, Завалля.
У 1934 р. територія ґміни становила 60,18 км². Населення ґміни станом на 1931 рік становило 7 692 особи. Налічувалось 1 806 житлових будинків.
Ґміна ліквідована в 1940 р. у зв’язку з утворенням Снятинського району.